# اندرو جردن (راننده مسابقه)
اندرو جردن (انگلیسی: Andrew Jordan؛ زادهٔ ۲۴ مهٔ ۱۹۸۹) راننده مسابقه‌ای، راننده خودروی مسابقه‌ای، و راننده رالی اهل بریتانیا است.